# Diessbach bei Büren
Diessbach bei Büren est une commune suisse du canton de Berne, située dans l'arrondissement administratif du Seeland.